# Ursici, Hunedoara
Ursici este un sat în comuna Boșorod din județul Hunedoara, Transilvania, România.